# Парк природе Шарган — Мокра Гора
Парк природе Шарган — Мокра Гора физички припада Динаридима, а у оквиру њих, Старовлашко-рашкој висији, регији у југозападној Србији.
Данас кроз Шарган и Мокру Гору пролази међународни магистрални путни правац Е-761 који пресеца Србију, Босну и Херцеговину и Хрватску повезујући југоисточну са западном Европом. Од девет трансевропских путних коридора који пролазе кроз Србију, коридор Е-761 код Вишеграда прелази из Републике Српске у Србију и иде од Мокре Горе преко Ужица, Чачка, Краљева, Крушевца, Параћина и Зајечара, даље према Бугарској и Румунији.
Парк природе Шарган — Мокра Гора простире се на деловима катастарских општина Мокра Гора и Кремна у општини Ужице, на делу катастарске општине Семегњево у општини Чајетина, као и на делу катастарске општине Зауглине у општини Бајина Башта.

## Геолошка грађа
Подручје Таре, Златибора и мокрогорске котлине изграђено је од магматских, метаморфних и сединментних стена које су стваране од палеозоика, преко мезозоика до кенозоика.
Најстарије стене настале су у доњем и средњем палеозоику. Изграђене су од пешчара, алевролита, глинаца и кречњака наталожених у морима уз истовремено изливање лава базичног састава. Ове су стене у току горњег палеозоика под утицајем високих температура и притиска метаморфисане у метапешчаре, филите, кристаласте кречњаке и хлоритске шкриљце. Од краја девона, па до почетка тријаса, ове метаморфисане стене су тектонским покретима доспеле на површину.
У мезозоику, почетком доњег тријаса, нови тектонски покрети су на овај простор поново вратили море. Пре 250 до 210 милиона година на дну мора таложили карбонати богати фосилима.
У току јуре првобитно су таложени глиновити седименти, рожнаци, пешчари и кречњаци. Каснијим продубљивањем и ширењем океанског простора, дуж раседа су доведени перидотити из горњег омотача и изливене огромне количине базалтних лава. Накнадним сужавањем океанског простора перидотити су се набацили на горњотријаске кречњаке и седименте доње јуре који су метаморфисали под утицајем високих температура и притиска.
У току горње креде настављено је таложење кречњака који данас леже преко палеозојских стена, тријаских кречњака или перидотита.
И најзад, у кенозоику, за време терцијара и почетка квартара након повлачења мора у депресијама насталим тектонским покретима, стварани су изоловани басени у којима су се таложили слатководни језерски седименти, пескови и глине.

## Биљни и животињски свет
Од укупно 722 врста и подврста цветница и папрати овог подручја, 6,2% чине ендемични и субендемични таксони. Највећи број ендемита спада у групу балканских елемената који не прелазе границе Балканског полуострва. Овде се на пример, могу наћи југословенски звончић, Хајналдова невесика , хрватска бресина , Панчићева млечика , српски лук, руњика , ланилист и многи други ендемити.
У водотоцима који припадају хладним салмонидним водама, најчешће се срећу поточна мрена , поточна пастрмка , уклија , клен , пеш и један представник паклара.
У фауни водоземаца предњаче шарени даждевњак, жутотрби мукач, обична крастава жаба, зелена крастава жаба, грчка жаба и права жаба, док фауну гмизаваца чине слепић, обични зелембаћ, зидни гуштер, смукуља, ескулапов смук, рибарица и поскок.
Досадашњим истраживањима фауне птица установљено је присуство 60 врста.
Фауну сисара чине 32 врсте без слепих мишева који још увек нису довољно истражени.

## Воде
Хидрографски потенцијали Парка природе чине подземне воде, извори, врела, потоци, мањи речни токови и планинске тресавице.
Извори и врела јављају се у висинској зони ободног подручја Шаргана, Таре и Виогора, као и у речним долинама на прегибу долинске стране и долинског дна.
Воде мокрогорске котлине отичу у слив Дрине, док воде креманске котлине у слив Западне Мораве. Вододелницу између ова два слива чини планина Шарган.
Највећа река мокрогорске котлине је Камишна која извире испод јужних падина Великог венца и након 17565 m укупног тока, испод Котромана се улива у Бели Рзав, а по спајању са Црним Рзавом даје Рзав, који се улива у реку Дрину. Испод засеока Глибетићи, у Камишну се уливају њене две највеће притоке - Шарганчица (2322 m), која извире на Шаргану испод Табачке косе и Постањски поток (4951 m) који тече са Ивера. Испод Котромана, пре уливања у Бели Рзав, Камишна прима и воде Крсманског потока. Од бројних мањих потока који се уливају у Камишну, треба поменути Друганчицу, Смрдљиви поток, Брезјак, Ракије, Црни поток и Дубошац. Највећа река креманске котлине је Братешина којој се као изворишни кракови Ђетиње придружују Коњска река и Ужички поток. Ђетиња се у свом даљем току улива у Западну Мораву.

## Посебне вредности

### Клисуре
Дубоко усечена клисура Сувог потока стешњена између Тустог брда и Ограђенице, као и клисуре Камешине и Дубошца испод Виогора, Ђоге и Скакавца, представљају јединствена подручја дивљине. Њиховим дном теку слаповити потоци сведени на уско речно корито изнад којих се уздижу стрме литице, одсеци и остењаци. На њима стражаре усамљена стабла црног бора пркосећи громовима и зубу времена. Својом лепотом нарочито се издваја 12 метара висок водопад Скакавац у кориту Камишне.

### Брдо Вао
Кречњачко брдо Вао (1219 m), окружено засеоцима Тимотијевићи, Подстење, Турудићи и Милекићи, представља оазу дивљине омеђену усеченим и тешко проходним долинама потока Грубишевац и Суводол. Стрми одсеци овог кречњачког брда прошарани су бројним јамама и пећинама од којих су најпознатије Хајдучка и Црвена пећина.

### Алпски различак
Алпски различак, налази се на кречњачком гребену Ограђенице обраслом шикарама јасена и црног граба. Помиње се у Црвеној књизи флоре Србије као крајње угрожена врста (CR), у непосредној опасности од ишчезавања у Србији и у Црној Гори. Ареал ове врсте обухвата неколико локалитета у Шпанији, на Алпима и на Балканском полуострву где се јавља спорадично у Херцеговини, Црној Гори и западној Србији. У Србији је за сада са сигурношћу евидентиран једино на Ограђеници изнад села Мокра Гора.

### Цвакија
Цвакија је ендемореликтна серпентинофита чије пространство обухвата ретка станишта запад Србије, Босне и Херцеговине и Албаније.

### Велики тетреб
Велики тетреб , крупна птица из породице кока, живи у четинарским шумама планинских области. Уништавање шумских станишта и узнемиравање ове птице, довело је до драстичног смањења њене бројности. Данас је у Србији популација великог тетреба процењена на 70 до 85 парова. Од тога, у средишњој Србији живи 10 до 15 парова, док се остатак популације налази у јужној Србији, на Косову и Метохији. Из ових разлога, велики тетреб је законом строго заштићен као природна реткост Србије. На Мокрој Гори неколико парова ове угрожене врсте насељава високе шуме црног бора са црњушом на серпентинитима Јеловца и Шишатовца.

### Мрки медвед
Мрки медвед припада реду зверова чији је опстанак у читавој Европи веома угрожен. У Србији је због уништења природних станишта и криволова његова популација последњих деценија опала на свега 150 јединки. Због тога је мрки медвед код нас трајно заштићен. На ширем подручју планине Таре који укључује и Мокру Гору, данас живи стабилна популација од око 50 медведа у дисперзији што овај простор чини њиховим најзначајнијим прибежиштем у Србији.